# 분할 리 대수
리 대수 이론에서, 분할 리 대수(分割Lie代數, 영어: split Lie algebra)는 특별한 형태의 카르탕 부분 대수를 갖춘 리 대수이다. 복소수체 위의 반단순 리 대수는 항상 분할 리 대수의 구조를 갖는다.

## 정의
체 {\displaystyle K} 위의 유한 차원 리 대수 {\displaystyle {\mathfrak {g}}}의 카르탕 부분 대수 {\displaystyle {\mathfrak {h}}}가 다음 조건을 만족시킨다면, 분할 카르탕 부분 대수라고 한다.
- 임의의 {\displaystyle x\in {\mathfrak {h}}}에 대하여, {\displaystyle \operatorname {ad} _{\mathfrak {g}}=[x,-]\colon {\mathfrak {g}}\to {\mathfrak {g}}}가 삼각 행렬이 되는 {\displaystyle {\mathfrak {g}}}의 {\displaystyle K}-기저가 존재한다.

분할 카르탕 부분 대수를 갖는 리 대수를 분할 리 대수라고 한다.

## 연산
유한 개의 분할 리 대수 {\displaystyle ({\mathfrak {g}}_{i},{\mathfrak {h}}_{i})_{i\in I}}가 주어졌을 때, 그 직합
{\displaystyle ({\mathfrak {g}},{\mathfrak {h}})}
{\displaystyle {\mathfrak {g}}=\bigoplus _{i\in I}{\mathfrak {g}}_{i}}
{\displaystyle {\mathfrak {h}}=\bigoplus _{i\in I}{\mathfrak {h}}_{i}}
역시 분할 리 대수를 이룬다.

## 성질
대수적으로 닫힌 체 위의 모든 반단순 리 대수는 분할 리 대수의 구조를 가질 수 있다. 그러나 이는 대수적으로 닫힌 체가 아닌 체에 대하여 성립하지 않는다.
표수 0의 체 {\displaystyle K} 위에서, 보렐 부분 리 대수(즉, 극대 가해 부분 리 대수)를 갖는 리 대수를 준분할 리 대수(영어: quasisplit Lie algebra)라고 한다. 이 경우, 다음과 같은 함의 관계가 성립한다.
분할 리 대수 ∪ {\displaystyle {\bar {K}}}-반단순 리 대수 ⊆ 준분할 리 대수 ⊆ 반단순 리 대수
(여기서 {\displaystyle {\bar {K}}}는 {\displaystyle K}의 대수적 폐포이다.) 만약 {\displaystyle K}가 대수적으로 닫힌 체(예를 들어, 복소수체)라면, 위 포함 관계들은 모두 등호가 된다. 그러나 만약 {\displaystyle K=\mathbb {R} }일 때, 이는 모두 등호가 아니다. 

## 예
각 복소수 단순 리 대수는 정확히 하나의 분할 실수 형식을 갖는다. 그러나 이들은 하나 이상의 준분할 실수 형식을 가질 수 있다.
복소수 단순 리 대수들 가운데, 분할이 아닌 준분할 실수 형식을 갖는 것들은 다음과 같다.
| 복소수 단순 리 대수                              | 분할 실수 형식                                   | 분할이 아닌 준분할 실수 형식                                            |
| ------------------------------------------------ | ------------------------------------------------ | ----------------------------------------------------------------------- |
| {\displaystyle {\mathfrak {sl}}(n;\mathbb {C} )} | {\displaystyle {\mathfrak {sl}}(n;\mathbb {R} )} | {\displaystyle {\mathfrak {su}}(\lfloor n/2\rfloor ,\lceil n/2\rceil )} |
| {\displaystyle {\mathfrak {o}}(2n;\mathbb {C} )} | {\displaystyle {\mathfrak {o}}(n,n)}             | {\displaystyle {\mathfrak {o}}(n-1,n+1)}                                |
| {\displaystyle {\mathfrak {e}}_{6}}              | {\displaystyle {\mathfrak {e}}_{6(6)}}           | {\displaystyle {\mathfrak {e}}_{6(2)}}                                  |

## 같이 보기
- 분할복소수